# Boris de Greiff Bernal
Boris de Greiff Bernal (13 de febrer de 1930 - 31 d'octubre de 2011) va ser un mestre i escriptor d'escacs colombià, nascut a Medellín i fill del poeta colombià León de Greiff.

## Resultats destacats en competició
Estudiant de l'escola San Bartolomé Mayor, l'any 1951, va guanyar el Campionat de Colòmbia a Bogotà. El 1955, va ocupar el 16è lloc a Mar del Plata (va guanyar Borislav Ivkov). El 1957, va guanyar a Caracas (zonal). El 1958, va ocupar el 20è lloc a Portorož (interzonal; Mikhaïl Tal va guanyar). El 1958, va ocupar el 9è lloc a Bogotà (guanyà Oscar Panno). El 1962, va ocupar el 18è lloc a l'Havana (1r Memorial Capablanca; va guanyar Miguel Najdorf). El 1963, va ocupar el 20è lloc a l'Havana (2n Memorial Capablanca; va guanyar Víktor Kortxnoi). El 1963, va ocupar el 7è lloc a l'Havana (Torneig Panamericà; guanyà Eleazar Jiménez). El 1969, va empatar als llocs 1r–2n amb Miguel Cuéllar a Bogotà. El 1970, va empatar als llocs 8–10 a Bogotà (Henrique Mecking va guanyar). El 1973, va ocupar el 15è lloc a Cienfueogos (10è Memorial Capablanca; va guanyar Vassili Smislov).
De Greiff va jugar representant Colòmbia en nou Olimpíades d'escacs.
- El 1954, al segon tauler de la 11a Olimpíada d'escacs a Amsterdam (+8 –6 =4);
- El 1956, al tercer tauler de la XII Olimpíada d'escacs a Moscou (+7 –3 =9);
- El 1958, al tercer tauler de la 13a Olimpíada d'escacs a Múnic (+2 –2 =15);
- El 1966, al tercer tauler a la XVII Olimpíada d'Escacs a l'Havana (+4 –4 =8);
- El 1970, al primer tauler de reserva a la 19a Olimpíada d'escacs a Siegen (+3 –4 =1);
- El 1972, al quart tauler de la 20a Olimpíada d'escacs a Skopje (+4 –4 =8);
- El 1974, al primer tauler de reserva a la 21a Olimpíada d'escacs a Niça (+6 –0 =6);
- El 1976, al primer tauler de reserva a la 22a Olimpíada d'escacs a Haifa (+4 –0 =3);
- El 1978, en primer tauler de reserva a la 23a Olimpíada d'escacs a Buenos Aires (+0 –1 =2).

Va morir a Bogotà.

## Premis
- Va guanyar la medalla d'or individual a Haifa 1976 i la medalla de plata a Niça 1974.
- Va rebre el títol de Mestre Internacional el 1957 i d'Arbitre Internacional el 1978.[3]
- Va ser escollit membre d'honor de la FIDE l'any 2002.